# Acton Vale

Acton Vale é uma cidade do Canadá, localizada na província de Quebec. Sua área é de 90.88 km², e sua população é de 7 978 habitantes (2008). Foi fundada em 1862.

Brasão de Acton Vale.

"La Pensée de Bagot" é o jornal municipal.

## Educação
A cidade conta cinco escolas sob a supervisão do Comissário escolar Jacques Favreau.
- Escola Sacré-Coeur (Escola materna)
- Escola Saint-André (Escola primária)
- Escola Roger-Labrèque (Escola primária)
- Escola Robert-Ouimet (Escola secundária)
- Centro de formação dos adultos

## Conselho Municipal actual
- Juliette Dupuis - Presidente
- Yves Arcouette - distrito 1
- Suzanne Ledoux - distrito 2
- Jean-Yves Chagnon - distrito 3
- Mario Daudelin - distrito 4
- Bruno Lavallée - distrito 5
- Patrice Dumont - distrito 6

## Lista dos presidentes
- Éric Charbonneau (2009 -)
- Juliette Dupuis (2005 - 2009)
- Maurice Coutu (2001-2005)
- Anatole Bergeron (1993-2001)
- Gaston Gigère (????-1993)
- Roger Labrèque (1974-1986)
- Henri Boisvert (1966-1974)
- J.Edmour Gagnon (1963-1966)
- Lucien Désautels (1962-1963)
- Roger Labrèque (1948-1962)
- J.W. Cantin (1942-1948)
- J. Antonio Leclerc (1940-1942)
- Dr Philippe Adam (1934-1940)
- Ernest Boisvert (1932-1933)
- Auray Fontaine (1928-1932)
- Ernest Boisvert (1926-1928)
- Auray Fontaine (1924-1926)
- Dr. Léon Gauthier (1922-1924)
- J.E. Marcile (1918-1922)
- Dr. F.H. Daigneault (1916-1918)
- Charles Viens (1915-1916)
- David Lemay (1914-1915)
- Dr. F.H. Daigneault (1905-1914)
- Pierre Guertin (1902-1905)
- Georges Deslandes (1901-1902)
- J.E. Marcile (1900-1901)
- Milton McDonald (1897-1900)
- Auguste Dalpé (1896-1897)
- Alfred St-Amour (1895-1896)
- Pierre Guertin (1893-1895)
- Alfred St-Amour (1891-1893)
- Charles Roscony (1881-1891)
- N.H Dubois (1880-1881)
- Charles Roscony (1872-1880)
- Jérémie Morrier (1870-1872)
- J.A. Cushing (1868-1870)
- Charles F. McCallum (1866-1868)
- Jérémie Morrier (1864-1866)
- A.H. Dubrule (1863-1864)
- J.A. Cushing (1861-1863)